# Diario de un mal año
Diario de un mal año es una novela del autor sudafricano y Premio Nobel de literatura J. M. Coetzee. Publicada originalmente por text publishing en Australia el 3 de septiembre de 2007. En octubre de 2007 es publicada su traducción al español a cargo de Jordi Fibla en Mondadori. En México, es publicado por Debolsillo en febrero de 2009.
La novela se divide en dos partes:
1. Opiniones contundentes (12 de septiembre de 2005-31 de mayo de 2006)
2. Segundo diario

## Argumento
El protagonista, el señor C, un renombrado escritor australiano, escribe una serie de ensayos para un proyecto editorial de Alemania bajo el título Opiniones contundentes. En ese periodo, conoce a Anya, una atractiva joven que reside en el mismo bloque de apartamentos a quien, al saber que busca trabajo, el señor C le propone mecanografiar sus escritos. A lo largo de la trama, Alan, pareja de Anya; ejerce un importante influjo en el curso de la relación entre el señor C y Anya.
El libro se compone por la presentación de los ensayos del señor C en conjunto con las narraciones del mismo señor C sobre los acontecimientos ocurridos mientras redactaba sus ensayos y las charlas entre Anya y Alan sobre el escritor y sus artículos. Estas tres partes aparecen compartiendo el espacio en la mayoría de las páginas del libro.

## Capítulos

### Opiniones contundentes 12 de septiembre de 2005-31 de mayo de 2006
En este capítulo se presentas los ensayos que forman parte del proyecto editorial Opiniones contundentes donde aborda temas sobre política, ciencia y arte, entre otros. Se narran también los sucesos e impresiones del Señor C con respecto a Anya, y las charlas ocurridas entre Alan y Anya sobre la vida y los ensayos del Señor C.

### Segundo Diario
Aquí se presentan los ensayos que el protagonista prefirió no incluir en el proyecto editorial, además de los últimos acontecimientos entre Anya y el Señor C y una carta de Anya hacia al Señor C a manera de epílogo, mismo que comparte espacio junto con los ensayos.